# زبان طبیعی
زبان‌های طبیعی (به انگلیسی: Natural language) به هرکدام از زبان‌هایی که توسط بشر در دنیا صحبت می‌شود و خودبه‌خود (ناخودآگاه)، پدید آمده و تکامل یافته‌است، گفته می‌شود. این نوع زبان با تفکر و آگاهی به‌وجود نیامده است. برای نمونه، می‌توان زبان‌های انگلیسی و فارسی را ذکر کرد. به‌طور معمول، این عنوان را در مقابل زبان‌های ساختگی مثلِ منطقِ صوری به‌کار می‌بَرند. هدفِ منطق از نگاهِ بسیاری از متفکرها، بازسازی ساختار زبان طبیعی است.

## کتابشناسی
- O'Grady, W. , Dobrovolsky, M. , and aronoff, M. , Contemporary Linguistics, An Introduction, 2nd edition, St. Martin' Press, Inc. , 1993. ISBN 0-312-06780-1